# لودوویکا مارتینو
لودوویکا مارتینو (ایتالیایی: Ludovica Martino؛ زادهٔ ۲۶ فوریهٔ ۱۹۹۷) بازیگر اهل ایتالیا است.
از فیلم‌ها یا برنامه‌های تلویزیونی که وی در آن نقش داشته است، می‌توان به زیر آفتاب ریچونه اشاره کرد.